# Епитафи Недовићима на гробљу Буковац у Ртарима
Епитафи Недовићима на гробљу Буковац у Ртарима представљају значајна епиграфска и фамилијарна сведочанства преписана са старих надгробних споменика у доњодрагачевском селу Ртари, Oпштина Лучани.
Једна од најстаријих фамилија у Ртарима. По породичном предању, доселили су се почетком 18. века из Црне Горе. Породица, која је тада носила презиме Павловић, заузела је велики посед у Ртарима и Паковраћу. Задруга Павловића бројила је више десетина чланова, а крајем 18. века на њеном челу налазио се Милосав. Уочи Првог српског устанка сви одрасли мушкарци су се одметнули, а задружни живот наставила је да води Милосављева супруга Неда, по којој је ова фамилија тада прозвана. Недовићи су тешко пострадали почетком 1815. године када су им Турци попалили имовину и растурили задругу, приликом чега их је и доста страдало. После Другог српског устанка фамилија је доживела трагедију, када је три четвртине њених чланова помрло од епидемије куге.
Данашњи ртарски Недовићи потомци су Милосава и Лаза, преко чијих се синова гранала ова породица. Недовићи данас живе у Ртарима, Паковраћу, Чачку, Београду, Нишу, Приштини, Љубљани, Канади и САД. Славе Аранђеловдан.
Споменик Вучићу Недовићу (†1838)
Овде почив
ВУЧИЋ недовић
пож 60 л.
престави се 1838 л
Споменик Сави Недовић (†1850)
Овде почива Р.Б.
САВА
супруга Милана Михаиловића-Недовића
кћи Василија Оџића из Врнчана
поживи 20 год. умре 1850
Споменик Јани Недовић (†1853)
ИС ХР НИ КА
Овде почива раба Божија
ЈАНА
супруга почившег Николе Недовића из Ртара.
Поживила је 60 год.
а престави се у вечност 17. марта 1853 год
Оваи спомен даде писати Милисав син Его
Видите браћо како син своју мајку лепо спомену
Споменик Михаилу Недовићу (†1856)
ИС ХР
Овде почива раба Божи
МИХАИЛО Недовић
бивши житељ села Ртара.
Поживи 58 год
Престави се у вечност 27 јулија 1856 г.
Бог да му душу прости
Овај знак сподиже Благодарни син Его Милан
Подписа га каменорезац Радосав Чикириз из села Ртиу
Споменик Кости Недовићу (†1864)
Овај спомен показује
КОСТУ Недовића из Ртара
Поживи 56 год.
а умро је у Чачку 1864. год.
и ту сахрањен
Спомен удариму брат Јован
Споменик Милану Недовићу (†1864)
Овде почива раб. Божи
МИЛАН Недовић из Ртара
поживи 70 год.
а престави се у вечност 1864 г.
Овај бељег подиже му син Милош
Споменик Марку Недовићу (†1870)
ИС ХР
Овде почива Р.Б.
МАРКО син Луке Недовића.
Поживи 22 год.
умро 27 априла 1870 г
Вечна му памјет
Спомен овај подигоше му Милисав
чича његов и Матија брат Его
Погледајте браћо и прочитајте споменик
Споменик Милисаву Недовићу (†1873)
Овде под овим ладним споменом
почива тело раба божиј
МИЛИСАВ
син Николе Недовића
поживи 54 год.
умро 27 марта 1873 г.
Вечна му памјет
Оваи спомен подиже свом мужу
верна супруга Злата са своја три сина Его
Споменик Спасенији Недовић (†1876)
Овде почива раба божија
СПАСЕНИЈА
жена Милана Недовића
поживи 50 г а
престави се у вечност 10 новембра 1876
Овај спомен подигоше јој синови
Милош Владимир и унуци
Споменик Милији (†1877) и Владимиру Недовићу (†1909)
Овде почива тело
МИЛИЈЕ Недовића из Ртара
који поживи 18 год.
умро је у Чачку 1877 лет.
Бог да му душу прости.
Ова слика показује Милију Недовића
Овај спомен му подиго његов брат Владимир Недовић.
Са леве стране свог брата почиваће овде
ВЛАДИМИР Недовић из Ртара
поживи 54 г умро 3 јануара 1909 г.
Ратовао је у српско турском рату.
Овај му спомен подигоше синови
и Владимир себе за живота
у 1907 г. за вечност
Споменик Злати Недовић (†1889)
ИС ХР НИ КА
Овде почивају земни остаци
ЗЛАТЕ
супруге Милисава Недовића из Ртара
која поживи 65 г
а престави се у вечност 15 новембра 1889 г
Бог да јој душу прости
Овај спомен подиже јој син Илија
Споменик Драгињи Недовић (†1889)
Овде почива
ДРАГИЊА
супруга Илије Недовића
Поживи 26 г.
а умре 28 јунија 1889 г.
Спомен подиже јој муж Илија
Споменик ђаку Милану Недовићу (†1891)
ИС ХР НИ КА
Овде почива мили и незаборавни син
односно д. Брат
МИЛАН Недовић
ђак II-гог разреда чачанске гимназије.
Престави се у вечност 1 новембра 1891 г.
у најлепшем цвету а у 17 год. живота свог
Бог да му душу прости
Овај спомен подигоше му ожалошћен отац Јован
мати Јела и брат Живојин Недовић
бивши чиновник Чачанског првостепеног суда
Споменик Станислави Недовић (†1892)
ИС ХР
Овде почивају земни остатци
СТАНИСАВЕ
супруге пок. Милића Недовића из Ртара
поживи 70 г.
Престави се у вечност 30 јануара 1892 год
Спомен подиже јој син Љубисав
и унук Милан
Споменик Милићу Недовићу (†1892)
Овде почивају земни остаци
МИЛИЋА Недовића из Ртара
поживи 76 год.
Умро 19 новембра 1892
Спомен подиже му син Љубисав
и унук Милан
Споменик Живојину Недовићу (†1901)
ЖИВОЈИН Недовић
Као добар и крабар Вршио је дужност... (даље оштећено)
који часно поживи 32 год.
а умро је 1901. год.
Бог да му душу прости... (даље оштећено)
Споменик Анки Недовић (†1902)
ИС ХР НИ КА
Овде почива раб. Божи
АНКА
супруга Љубомира Недовића из Ртара
поживи 46 г
умре 29 јануара 1902 г
и његова два младенца Дринка и Чедо
Спомен подиже јој муж са децом
Споменик Јовану Недовићу (†19??)
Овде пред овим спомеником
после своје смрти почиваће смртни остаци
Дичног Срба
добра друга међу комшијама
ЈОВАНА Недовића из Ртара
који часно и богато поживи ... год
а престави се у вечност
Овај спомен подижем себи за живота
Јован Недовић у 1903 год
Споменик Јелени Недовић (†1903)
Приђи ближе мили читаоче
те прочитај овај спомен
Овде почива раба божија
ЈЕЛЕНА
верна и добра супруга Јована Недовића из Ртара
која часно и поштено поживи 58 г
а престави се у вечност
8 јануара 1903 год (даље оштећено)
Споменик Љубисаву (†1904) и Филипу Недовићу (†1877)
Овде почива Раб. Божи
ЉУБИСАВ Недовић из Ртара
а бивши војник II брске батерије
кои је у рату против турске
за веру и отаченство храбро се борио
када је књаз Милан Обреновић
објавио турској рат 1876 г.
па док је добио независност краљевства
и четири округа земље
Нишки Пиротски Врањски и Топлички
Поживио је 55 год.
а умро је 12 децембра 1904 г.
И његов брат
ФИЛИП
Војник Транавског батаљона пеш.
ко је истом рату на Сомакову
када су турци други пут отимали Куршумлију
погинуо у очи Божића 1877. год.
у 22 год. свога живота
Спомен подигоше оцу Љубисаву и стрицу
Филипу Милан Цветко и Миливоје
Споменик Благомиру Недовићу (†1909)
Овај спомен показује
име краброг војника покој.
БЛАГОМИРА Недовића
који поживи 19 г.
Умро 4 септембра 1909. г.
Спомен му подиже мати Станија
и брат Чедомир
Споменик Светолику Недовићу (†1911)
Пред овим спомеником почива
СВЕТОЛИК
који поживи 2 месеца
а умре 6 јануара 1911 год.
Спомен подигоше његови родитељи
Неранџа и Будимир Недовић из Ртара
Споменик Миливоју Недовићу (†1912)
Овде почива тело пок.
МИЛИВОЈА Недовића из Ртара
поживи 18 год
а престави се 16 новембра 1912 год.
Спомен подиже му синовац Милан
Споменик Драгињи Недовић (†1914)
Овде почива ДРАГИЊА
верна супруга Милана Недовића из Ртара
часно је поживела 41 год.
умрла 1914 г
Спомен подиже супруг Милан
Споменик Чедомиру Недовићу (†1913)
ИС ХР НИ КА
Овај споменик показује име
ЧЕДОМИРА
син Матија Недовића из Ртара
који је у 22 год. младости своје
као штаб. трубач
III пољске батерије Шумадиске дивизије
у несретном рату са Бугарима
од страшне болести-колере
умро код Параћина
где је и сахрањен 10 јула 1913 год.
Грљење споменика један до другог
Чеда и Сестре Милунке
Ове споменике подигоше ожалошћен отац Матије
и мајка Јока
браћа Будимир Драгић и Миладин
Споменик Милунки Недовић (†1915)
ИС ХР НИ КА
Овде почива девојка
МИЛУНКА
жалосна кћи Јоке и Матија Недовића из Ртара.
У 20 год. најлепшем цвету младости своје
умре 9. децембра 1915 год.
Остави ожалошћене родитеље и браћу.
Грљење споменика један до другог
сестре Милунке и брата Чеда
Спомен подигоше јој родитељи Матије и Јока
Споменик Миловану (†1914) и Станислави Недовић (†1933)
Спомен ратнику
МИЛОВАНУ Недовићу из Ртара
поживи 21 г. војник II ч. I батаљона 11 пука
храбро борећи се бранећи отаџбину од непријатеља
погибе на Лазаревцу 14 новембра 1914. г.
Тамо је и сахрањен. Славаму.
Спомен му подигоше браћа Драгутин и Иван
Пред споменом св. сина почиваће
СТАНИСАВА
жена Сретена Недовића из Ртара
поживи 80 г. умре
25 јула 1933 год.
Споменик Јелки Недовић (†1915)
Овде почива тело покој.
ЈЕЛКЕ
жене Љубисава Недовића из Ртара
часно је поживела 64 г
Умрла 1 априла 1915
Споменик Сретену Недовићу (†1915)
Овде почива
СРЕТЕН Недовић из Ртара
Поживи 59 г.
а умро је маја 1915.
Бог да му душу прости
Спомен му подигоше синови Драгутин и Иван
и ж. Станисава
Споменик Тихомиру Недовићу (†1917) и његовом сину Василију (†1912)
Спомен ратнику
ТИХОМИРУ Недовићу из Ртара
поживи 29 г.
Учестово у рату.
Умро 1917 г.
Пред спомеником свога оца почива
ВАСИЛИЈЕ
од 3 г. умро 1912 г.
Спомен му подигоше синови и отац Љубомир
Споменик Радомиру Недовићу (†1917) и његовој мајци Станији (†19??)
Овај споменик показује име краброг војника
РАДОМИРА Недовића
кои сам учестовао у великом светском рату
у коме сам рањен и као болесан 1915 год.
интерниран у Нежидор Мађарску
где сем после великих мука 17 марта 1917 год
пож. 24 год умро ту је и сахрањен.
Пред овим споменом после своје смрти
почиваће остаци мајке
СТАНИЈЕ Недовић.
Спомен подиже син и брат Чедомир
Споменик Љубомиру Недовићу (†1919)
Овде почива
ЉУБОМИР Недовић из Ртара
који поживи 65 г.
а умро 27 фебр. 1919. г.
Бог да му душу прости
Спомен подиже му син Милутин
са браћом синовцима и мајком
Споменик Борики Недовић (†19??)
Овде лежи тело покој.
БОРИКЕ
жене Чедомира Недовића из Ртара
пож. 31 год (даље оштећено)
Бог да јој душу прости
Спомен подиже муж Чедомир
и син Новица
Споменик браћи  Недовић - Мијаљку (†1922) и Миодрагу (†1923)
Пред овим спомеником
почивају два брата
МИЈАЉКО
умро 24 маја 1922
а
МИОДРАГ
умро 28 маја 1923 г.
Бог да им душу прости
Спомен подигоше им родитељи
Горгина и Драгић Недовић из Ртара
Споменик Матији Недовићу (†1924)
Овде почива тело
бившег неуморног радника и економа
МАТИЈА Недовића из Ртара
који часно поживи 72 г.
а умро 7 фебруара 1924. год.
Бог да му душу прости.
Спомен му подигоше синови
Будимир, Драгић и Миладин
Споменик сестрама Гроздани (†19??) и Добрили Недовић (†19??)
Пред овим спомеником
почивају остатци 2 сестре
ГРОЗДАНЕ и ДОБРИЛЕ из Ртара.
Спомен подигоше им родитељи
Станка и Светислав Недовић
Споменик Милану Недовићу (†19??)
Овде је сахрањено тело покој.
МИЛАНА Недовића из Ртара
Часно поживео међу својим друговима 52 г.
и ратовао је 1915 г па до 1918 г.
Овај спомен подиже му наследни син Милојко
супруга Радојка у знак гроба док је српског рода
На полеђини споменика:
Видите браћо споменик
у којем уписак и мог брата (даље оштећено)
Споменик Јоки Недовић (†1927)
Овде почива тело неуморне раднице
ЈОКЕ
супруге пок. Матија Недовића из Ртара.
Поживи 62 год.
Умре 20 октобра 1927. г.
Бог да је прости
Спомен јој подигоше синови
Будимир Драгић и Миладин
Споменик Чедомиру Недовићу (†1929)
Овде почива пок.
ЧЕДОМИР Недовић из Ртара.
Поживи 45 год.
а престави се у вечност 5.3.1929. год.
Бог да му душу прости
Овај спомен подиже му син Новица
мајка Станија и супруга Драга.
Споменик Миљку Недовићу (†1929)
Пред овом спомеником
почива тело неуморног радника и мајстора
МИЉКА Недовића из Ртара
који је часно и поштено
поживео 73 год. свога живота
а престави се у вечност
2. фебруара 1929. год.
Овај спомен подиже ћерка Полка
и зет Светомир Јевтовић из Тијања
1 јула 1933. год. у Ртарима
Споменик Миловану Недовићу (†1931)
Овде почива
Недовић МИЛОВАН
земљ. из Ртара.
Пож. 70 г.
а престави се у вечни дом
2.1.1931 г.
Спомен му под. зет Петко Пантелић
и кћерка Миљка
унуци Милован и Милојица
Споменик Микаилу Недовићу (†1923)
МИКАИЛО
син Милована и Невене
пож. 15 мес.
увену у 1923 год.
Споменик Дмитри Недовић (†1932)
Пред овим спомеником
почива тело неуморне раднице покојне
ДМИТРЕ Недовић из Ртара
која часно поживи 71 годину свога живота,
а престави се у вечност 10. октобра 1932 год.
Овај спомен подигоше јој ћерка Полка
и зет Светомир Јевтовић из Тијања
1. јуна 1933 год у Ртарима
Споменик деци - Новици, Војимирки и Злати Недовић
Овај спомен подиже мио отац
својој деци
НОВИЦА, ВОЈИМИРКА и ЗЛАТА Недовић
са женом Зорком
и синовима
Милошем Сретеном Слободаном Љубишом и Дојчилом
за успомену и дуго сећање
Споменик Гвоздену Недовићу (†1940)
Пред овим ладним споменом
почивају земни остатци
ГВОЗДЕНА
сина Гине и Драгутина Недовића из Ртара,
који испусти душу у најлепшој младости
у 22 години свог живота.
Рођен 15 јуна 1918 г.
а умро 30 априла 1940 год.
Бог да му душу прости
Спомен му сподижу мати Гина
Зет Милинко
и сестре Видојка и Чела
Споменик Рисимији Недовић (†1940) и њеној ћерки Румени
Ево гроба одморита двора
где се одмара тело од умора
РИСИМИЈА
супруга Љубомира Недовића из Ртара
која поживи 60 год.
а умре 6 априла 1940 год.
Бог да јој душу прости
Спомен подигоше јој синови
Милутин Властимир и Томо
Пред мајчиним спомеником
почива тело РУМЕНЕ
која поживи 3 год.
Споменик Илији Недовићу (†1944)
Пред овим спомеником
почивају земни остаци
ИЛИЈЕ Недовића
бив. земљоделца из Ртара.
Рођен 3 марта 1858. год.
а умро 9 марта 1944. год.
од повреда показате од стране окупатора.
Спомен подиже му породица
Споменик Станојки Недовић (†1944)
Пред овим спомеником
почивају смртни остаци девојке пок.
СТАНОЈКЕ Недовић из Ртара
рођене 9.III.1926. год.
погинула од авијонске бомбе
21. новембра 1944. год.
у најлепшем своме девојачком животу
код оваца де су јој и све овце изгинуле.
Бог да јој душу опрости.
Овај спомен подигоше
ожалошћен отац Будимир мајка Неранџа
браћа Здравко и Милија
и остала њена родбина
Споменик Дринки Недовић (†1949)
Пред овим спомеником
леже земни остаци
ДРИНКЕ
жене пок. Илије Недовића из Ртара
која поживи 83 год.
Умре 19 фебруара 1949 године
Овај спомен подиже јој
пасторак Светислав и син Милојко
Споменик Ковиљки Недовић (†1955)
Недовић КОВИЉКА
рођ. 31.VIII.1930 г.
Несрећним случајем
изгуби живот 28. VII.1955 г.
Спомен јој подиже супруг Радисав
са децом и кућанима
5.IX-1955 г Ртари
Споменик Новаку Недовићу (†1957)
У овом мрачном гробу
што га црна земља скрива
беше човек бистра ума
вечна санак сад почива
НОВАК-НОВИЦА Недовић из Ртара.
Поживи 51 год.
А умре 1957 године.
Спомен подиже супруга Зорка
синови Милош Сретен Слободан Љубиша Дојчило
и кћи Борика
снаје Радулка Олга и Милунка
унуци Драгиша Радомир
и унука Ангелина
Споменик Неранџи Недовић (†1956)
Пред овим спомеником
почива тело неуморне раднице
и добре домаћице
НЕРАНЏЕ
супруге Будимира Недовића из Ртара
која поживи 68 год.
а умре 27.II.1956. године.
Бог да јој душу прости
Овај спомен подиже јој муж Будимир
девер Миладин
синови Здравко и Милија
и остала њена родбина.